# 남해제일고등학교
남해제일고등학교(南海第一高等學校)는 대한민국 경상남도 남해군 남해읍 북변리에 있는 공립 고등학교이다.

## 학교 연혁
- 1932년 1월 15일 : 남해공립농업실수학교 설립 인가
- 1932년 5월 1일 : 남해공립농업실수학교 개교(2년제)
- 1941년 11월 1일 : 남해공립농업전수학교로 교명 변경(2년제)
- 1945년 5월 5일 : 남해공립농업학교로 승격(4년제)
- 1946년 9월 1일 : 남해공립농업중학교(농과, 여자부 병치)
- 1951년 9월 1일 : 남해공립농업고등학교로 개편(3년제, 남해중학교와 분리)
- 1965년 3월 20일 : 남해여자고등학교 개교(보통과, 남해읍 아산리 1059)
- 1969년 12월 29일 : 남해종합고등학교로 개편(보통과, 농업계과)
- 1999년 3월 5일 : 남해제일고등학교 통합 개교식 및 99학년도 입학식(24학급) - 남해종합고등학교(졸업생 누계 9,275명), 남해여자고등학교(졸업생 누계 6,207명) 통합
- 2008년 8월 26일 : 기숙형공립고등학교 지정
- 2015년 11월 17일 : 기숙형고교 자율학교 재지정
- 2022년 3월 1일 : 자율학교 재지정(2022.03.01.~2025.02.28.)
- 2022년 2월 11일 : 제85회 졸업(129명, 졸업생 누계 19,128명)
- 2022년 3월 2일 : 2022학년도 신입생 입학(109명)
- 2023년 3월 1일 : 경상남도교육청 행복나눔학교 신규 선정(2023.03.01.~2027.02.28.)
- 2023년 9월 1일 : 제31대 김익수 교장 부임

## 참고 자료
- 남해제일고등학교 - 한국교육학술정보원 학교알리미